# Eruw

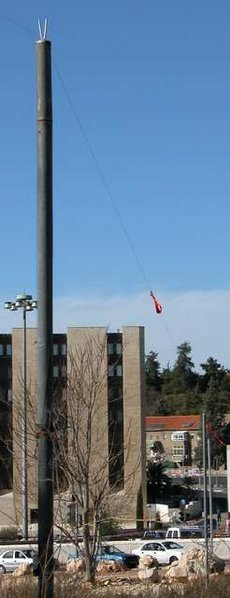
Drut stanowiący granicę obszaru erwuw w Jerozolimie

Eruw, ejruw (hebr. עירוב "zmieszanie") – zwyczaj występujący w judaizmie, mający na celu uchylenie zakazów obowiązujących żydów w szabat. Dokładne przepisy dotyczące eruwu zawarte są w Talmudzie w traktacie Eruwin. Występują m.in. takie rodzaje eruw jak:
- עירוב חצרות (eruw chacerot czyli zmieszanie podwórek) – symboliczne połączenie kilku domostw w jedno, tak by można było swobodnie nosić rzeczy, choć w szabat nie wolno wynosić nic poza dom. Eruw stanowiły sznury lub druty, które oplatając słupy lub domy podczas szabasu łączyły je w jedno symboliczne podwórko, w obrębie którego prawo talmudyczne zezwala Żydom na dokonywanie najprostszych czynności. W soboty eruw ten stanowił częsty element towarzyszący zabudowie przedwojennych miasteczek żydowskich.
- עירוב תחומין (eruw tchumin czyli zmieszanie granic) – umożliwia podróżowanie dalej niż zezwala prawo religijne
- עירוב תבשילין (eruw tawszilin czyli zmieszanie pokarmów) – ominięcie zakazu gotowania przez przygotowanie posiłku poprzedniego dnia